# Millbank
Millbank is een wijk in het Londense bestuurlijke gebied City of Westminster, in de regio Groot-Londen.